# Przejście podziemne (film)
Przejście podziemne – fabularny film telewizyjny produkcji polskiej z 1973 roku, jeden z pierwszych filmów Krzysztofa Kieślowskiego.

## Fabuła
Michał wraz z wycieczką szkolną przybywa z prowincjonalnego miasteczka do Warszawy. W przejściu podziemnym dworca centralnego odnajduje swoją żonę Lenę, która opuściła go jakiś czas temu. Kobieta pracuje jako dekoratorka witryn sklepowych. W sklepie Michał stara się namówić żonę na powrót do domu, a w tle toczy się (kręcone w dokumentalnym stylu) nocno-poranne życie przejścia podziemnego.

## Obsada
- Andrzej Seweryn - Michał
- Teresa Budzisz-Krzyżanowska - Lena
- Zygmunt Maciejewski - wychowawca
- Anna Jaraczówna - babcia klozetowa
- Jan Orsza-Łukaszewicz - pobity mężczyzna
- Janusz Skalski - mężczyzna robiący dekoracje
- Marcel Łoziński - Francuz szukający drogi
- Wojciech Wiszniewski - mężczyzna robiący dekoracje